# Plasa Vrancea, județul Putna (interbelic)
Plasa Vrancea a fost o unitate administrativ-teritorială a județului interbelic Putna. Reședința plășii a fost la Bârsești, consemnată în anul 1925 de Anuarul Socec.
Din plasă au făcut parte comunele: Bârsești (reședința), Herăstrău, Negrilești, Nereju, Nistorești, Paltin, Păulești, Spinești, Spulber și Tulnici.

## Așezare
Plasa interbelică a fost așezată în partea de vest a vechiului județ Putna, și era tranversată de râurile principale Zăbala, Năruja, Putna, Bălașa și Valea Neagră.

## Istoric
La începutul secolului al XIX-lea, plasa era formată din comunele Bârsești, Colacu, Găurile, Herăstrău, Năruja, Negrilești, Nereju, Nistorești, Paltin, Păulești, Poiana, Spinești, Spulber, Tichiriș, Tulnici, Valea Sării, Văsuiu și Vidra făceau parte din plasa Vrancea din județul Putna împreună cu satele acestora. Pe de altă parte, comunele Câmpuri, Irești, Soveja și Vizantea făceau parte din plasa Zăbrăuți a aceluiași județ cu satele acestora.
Anuarul Socec din 1925, consemnează două plăși: Vidra și Vrancea. Plasa Vrancea care avea reședința la Bârsești avea în componență comunele Bârsești (reședința), Herăstrău, Negrilești, Nereju, Nistorești, Paltin, Poiana, Păulești, Spinești, Spulber, Tulnici și Văsuiu. Plasa Vidra avea reședința la Năruja și avea în componență comunele Câmpuri, Colacu, Irești, Găurile, Năruja (reședința), Soveja, Tichiriș, Valea Sării și Vidra
În anul 1931, satul Coza a trecut în administrația comunei Tulnici care anterior era parte a comunei Păulești din aceiași plasă. Tot odată, în același an, satul Văsuiu a fost desființat, două sate cu această denumire figurând atât în comuna Poiana cât și în comuna Spinești. În același an, iau naștere satele Păvălari și Morărești, ambele arondate comunei Spulber.

## Sate
Plasa Vrancea avea în componență 28 de sate și 11 comune, ce în total formează 37 de sate în toată plasa.
- Bârsești
- Bâtcari
- Bodești
- Carșochești
- Corăbița
- Coza[1]
- Ghebari
- Grumăzești
- Hăulișca
- Herăstrău
- Lepșa
- Morărești[2]
- Negrilești
- Nistorești
- Nereju Mare[3]
- Nereju Mic
- Ogoarele
- Paltin
- Păulești
- Poiana
- Păvălari[4]
- Prahuda
- Podu Șchiopului
- Rebegari
- Românești
- Sărățelu
- Spinești
- Spulber
- Tojani
- Țipău
- Topești
- Ungureni
- Văsuiu
- Vâlcani
- Vetrești
- Vrâncioara
- Zgribincea

## Organizarea judecătorească
În plasă a existat o singură judecătorie la Tulnici.